# Aérodrome de Bourem
L'aéroport de Bourem est un aéroport desservant Bourem au Mali.